# بوژاکان
بوژاکان (به ارمنی: Բուժական) یک روستا در ارمنستان است که در استان کوتایک واقع شده‌است. بوژاکان در ۳۴ کیلومتری جنوب غرب هرازدان، مرکز استان کوتایک واقع شده‌است.

## خصوصیات
بوژاکان ۱٬۸۲۲ نفر جمعیت دارد و در ۱۸۰۰ ارتفاع متر بالاتر از سطح دریا قرار گرفته‌است.
| سال   | ۱۸۳۱ | ۱۸۷۳ | ۱۹۲۲ | ۱۹۳۹ | ۱۹۵۹ | ۱۹۷۰ | ۱۹۷۹ | ۲۰۰۱ | ۲۰۰۴ | ۲۰۱۲ |
| جمعیت | ۷۲   | ۲۶۸  | ۳۸۴  | ۱۱۹۰ | ۱۰۰۸ | ۱۲۹۸ | ۱۲۰۱ | ۱۷۲۴ | ۱۷۶۳ | ۱۷۰۱ |

## نگارخانه

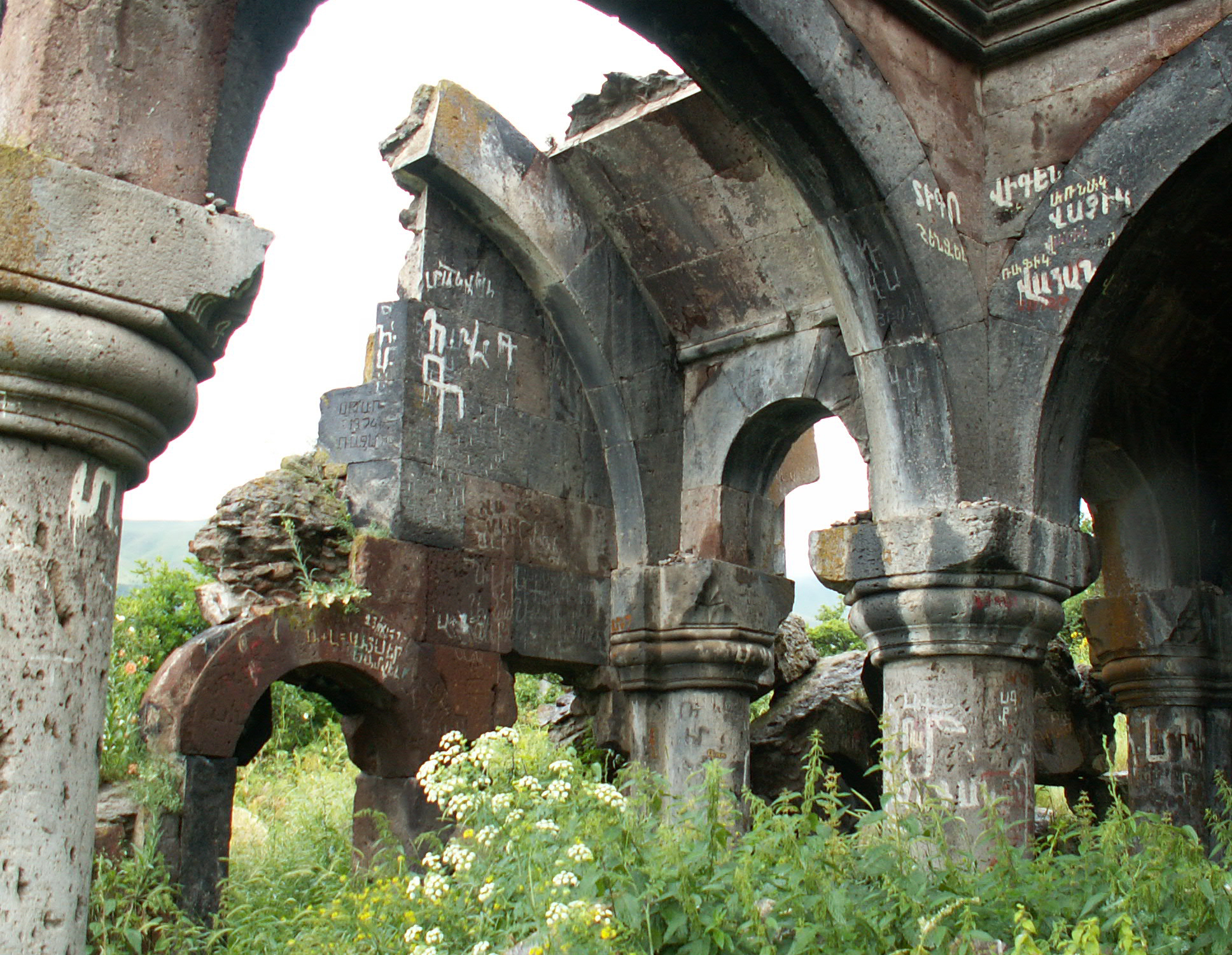
صومعه تغنیاتس (قرن ۱۰ام-قرن ۱۴ام میلادی)
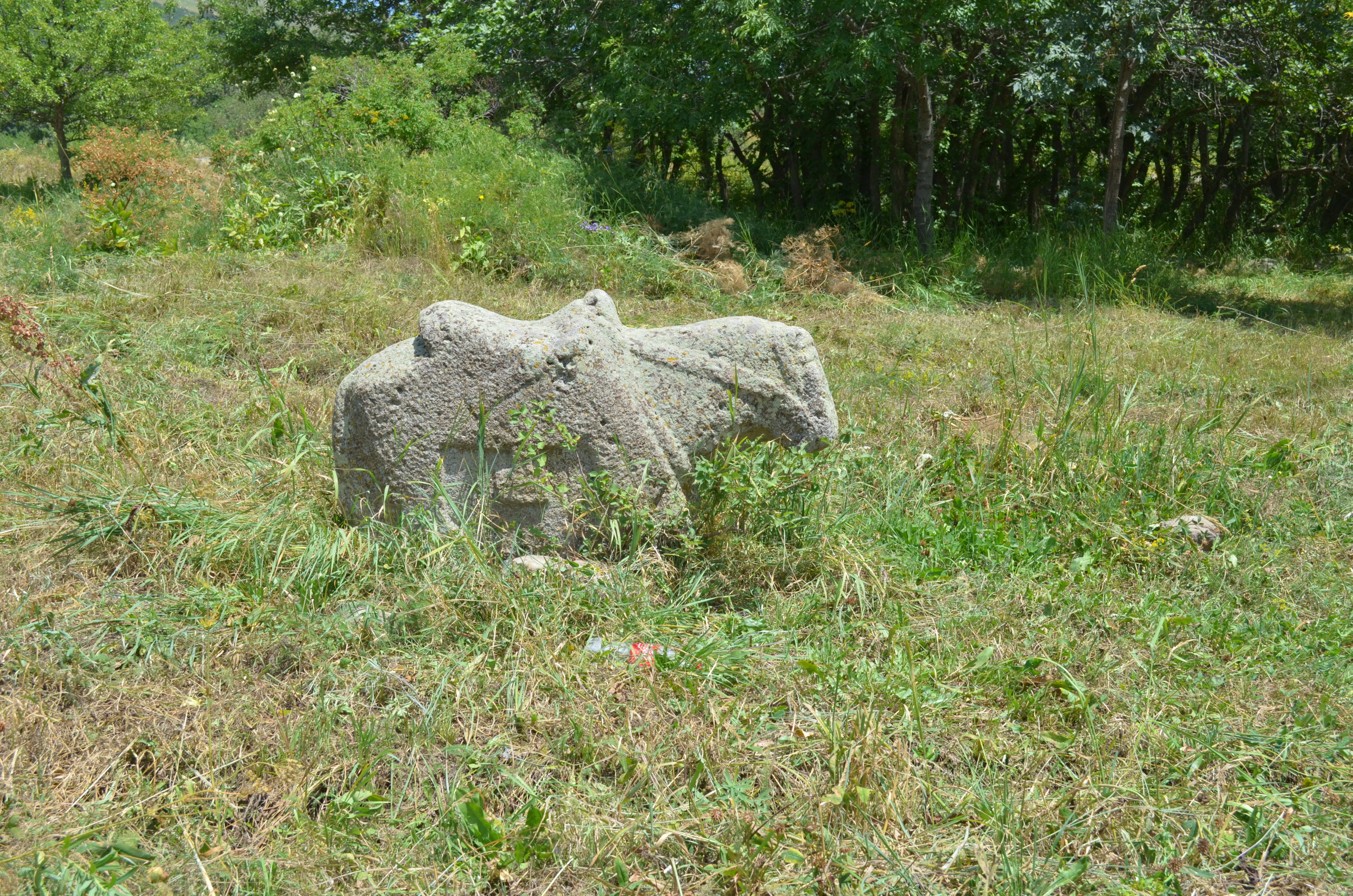
Ձիակերպ տապանաքար